# Alexander Friedrich von Lieven
Alexander Friedrich Fürst von Lieven (en ruso: Александр Карлович Ливен, Alexander Karlovich Liven; 1801-1880) fue un general de infantería y senador germano-báltico.
SAS Príncipe Alexander von Lieven nació el 14 de enero de 1801 en el seno de una antigua familia noble de Lieven. Recibió una buena educación en casa y en 1818 se enroló en el Regimiento de Granaderos de la Guardia y en 1820 fue promovido al rango de teniente (en ruso: поручик). Cuatro años más tarde, en 1824, Lieven fue transferido al regimiento de Moscú y fue promovido al rango de ayudante de campo del emperador Nicolás I de Rusia. Durante la campaña de la guerra ruso-turca (1828-1829), Alexander Lieven participó en el sitio de Varna. En 1831, durante el Levantamiento de Noviembre, su regimiento fue enviado a someter a los rebeldes en la Polonia del Congreso, y tomó parte en el asedio de Varsovia y de la fortaleza de Modlin. En 1832, terminada la guerra, fue promovido al rango de coronel y transferido a la Guardia Leib del regimiento Preobrazhensky. En 1838, fue hecho ayudante de campo del comandante del 5.º Cuerpo de Infantería, el Teniente General Anders, en 1842 Lieven fue promovido al rango de mayor general y recibió el puesto de comandante segundo de Sebastopol. En 1844-1853 Lieven fue Gobernador de Taganrog. En 1853, Lieven fue promovido al rango de teniente general y fue hecho senador. En 1857 fue designado Presidente del Comité de Inspección (en ruso: ревизионный комитет) en Moscú. En 1861 fue designado miembro pleno de la Sociedad Filantrópica Imperial (en ruso: Императорское Человеколюбивое общество) y presidente de su comité con base en Moscú. Lieven fue promovido al rango de general de infantería en 1875, manteniendo su título de senador. Murió el 17 de febrero de 1880.